# Câu cá vược

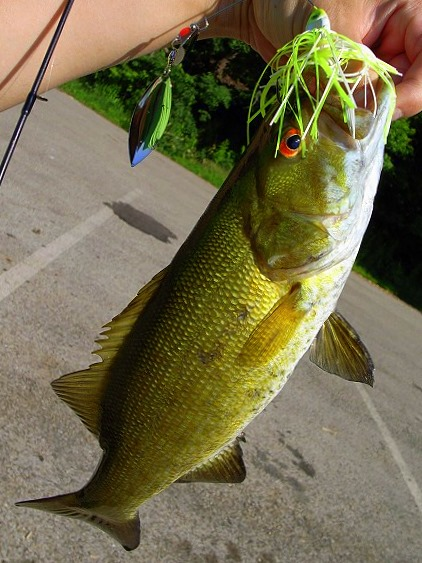
Một câu thủ đang bắt được một con cá vược

Câu cá vược là việc thực hành câu các loài cá vược. Đây là một trong những trò câu cá giải trí phổ biến ở Mỹ. Câu cá vược là một trò câu cá thể thao giải trí khá phổ biến trên thế giới. ỞHiện nay, ngành câu cá vược hiện đại đã đem lại lợn nhuận hàng năm rất lớn đến hàng tỷ đô la ở Mỹ.

## Các loài
Ở Bắc Mỹ, kỷ lục câu cá vược miệng rộng được xem là "chén thánh" của kỷ lục câu cá nước ngọt do cá vược miệng rộng là một trong những loài cá bị săn tìm gắt gao nhất, và ngành câu cá vượt miệng rộng là một trong những kỷ lục lâu đời nhất và được tôn trọng nhất trên thế giới.Hấp dẫn về mặt thể thao, cá vược miệng rộng được du nhập rộng rãi khắp thế giới. Do đó số lượng cá này sẽ tăng rất nhanh theo thời gian.
Cá vược sọc cũng là loài có giá trị đáng kể cho câu cá thể thao, và đã được du nhập với nhiều tuyến đường thủy bên ngoài phạm vi tự nhiên của chúng. Một loạt các phương pháp câu cá được sử dụng, cá này sẽ mất một số lượng mồi tươi sống, bao gồm hàu, nghêu, cá chình, sâu cát, cá trích, trùn đất, cá thu. Con cá sọc lớn nhất từng được chụp bởi câu cá là một con năng 81,88-lb (37.14 kg) mẫu vật lấy từ một chiếc thuyền ở Long Island Sound, gần Outer Southwest Reef, ngoài khơi bờ biển của Westbrook, Connecticut.

## Kỹ thuật

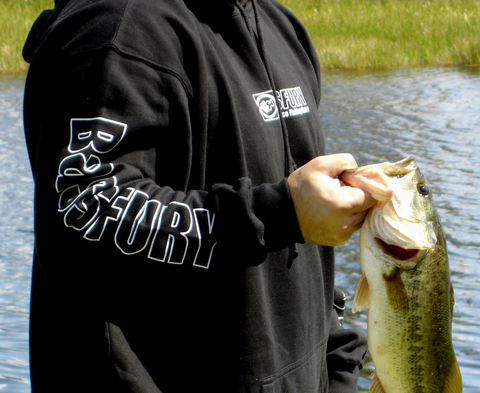
Kỹ thuật giữa miệng cá khi câu được

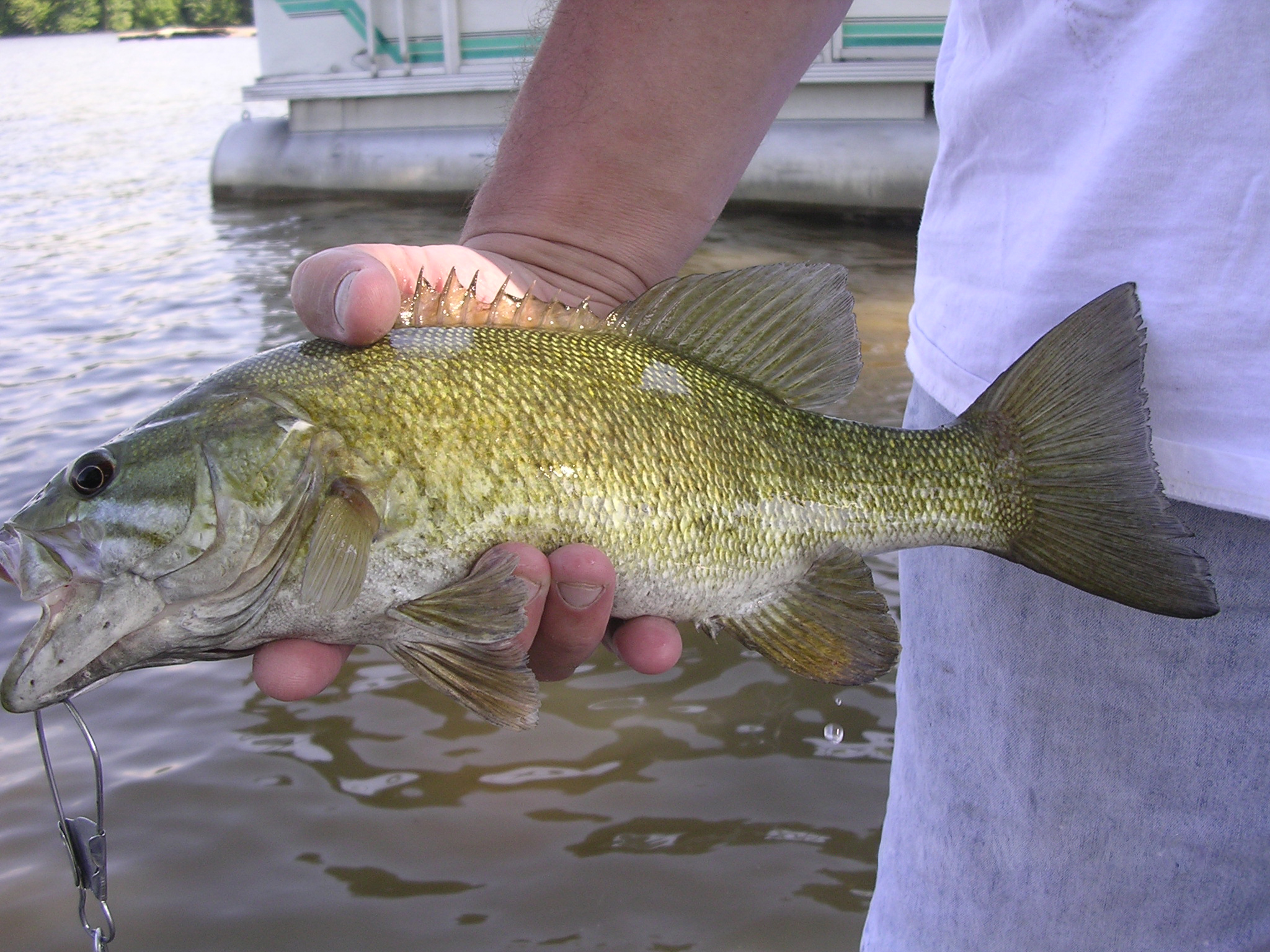

Có nhiều cách câu trong có kỹ thuật Drop shot (hay còn có tên khác là down shot, under shot) là một kỹ thuật câu có nguồn gốc từ Nhật Bản là một kiểu câu khôn ngoan, nhẹ nhàng, sử dụng thẻo với chì nhỏ và mồi nhựa mềm nhỏ. Ngoài ra, thay vì phải ngồi trên thuyền và thả câu hàng giờ, một người ngư dân đã lựa chọn cách đơn giản hơn là dùng tay để câu cá, dùng tay thả một con cá nhỏ xuống nước. Trong vài giây, con cá vược xuất hiện và đớp mồi trên ngón tay. Khi drop shot đến Mỹ, thoạt đầu, hầu hết các thợ câu đều dùng kỹ thuật này để câu cá nước sâu, họ đứng trên tàu câu, thả thẻo xuống và bắt các loại cá lười nhác đang bơi lững lờ trong nước.
Kỹ thuật này đặc biệt phát triển ở miền Tây nước Mỹ, nơi thường tổ chức các giải đấu lớn với giá trị giải thưởng lên đến hàng trăm ngàn Mỹ kim, chủ yếu câu cá vược vào mùa đông ở độ sâu 100 feet. Kể từ đó, ngày càng nhiều câu thủ sử dụng kỹ thuật câu drop shot. Họ cho mồi hoạt động trong phạm vi rộng như quăng thẻo mồi qua chỗ nghi là nơi trú ẩn của cá hoặc lướt dọc theo các điểm có khả năng có cá mai phục. 
Drop shot được xem là một kỹ thuật câu khéo léo, nhẹ nhàng vì luôn sử dụng dây rất mảnh. Trong kiểu câu drop shot, một cây cần nhẹ và nhạy bén là rất quan trọng, nó sẽ giúp người câu cảm nhận dễ dàng những động thái của cá để đóng cá kịp thời. Máy câu spinning nhỏ có mức hãm 4-6 lb, dùng được dây fluorocarbon với khả năng hãm và thu dây nhẹ nhàng, êm mượt. Câu cá bằng mồi nhựa mềm Worm thì nên dùng kiểu thẻo drop shot.
Loại mồi dùng trong kiểu câu drop shot cũng rất đa dạng, đa phần là mồi Worm đuôi thẳng hoặc đuôi cuộn có chiều dài từ 3-5 inches. Trong thực tế, mồi worm 4 inches, mồi hình ống nhỏ và ấu trùng là loại mồi chuyên câu drop shot. Ở California, các câu thủ mới bắt đầu chơi thích dùng mồi fly (ruồi giả). Nếu câu cá ở những khu vực có cây cỏ mọc rậm rịt ngầm bên dưới, họ thường dùng loại lưỡi hàm rộng size #1, #2 hoặc #4 và dùng thẻo Texas móc mồi worm để tránh cho lưỡi cắm vào bụi rậm. Nếu không dùng lưỡi mở, họ chọn dây lớn hơn một chút phòng khi phải đóng lưỡi mạnh, ấn đầu lưỡi xuyên qua mồi worm vào sâu trong hàm cá.
Khi chọn được cho mình loại mồi worm hoàn hảo và treo thuận lợi trên thẻo thì đó là lúc câu cá. Quăng cả thẻo mồi đến điểm nào nghi có cá và để cho chì chạm đáy. Nếu câu mồi Worm nhỏ hay Jig, người câu sẽ cảm thấy mồi chạm đáy. Lắc nhẹ mồi Worm và nhấc mồi lên khỏi đáy một vài inches (chì vẫn chạm đáy) sẽ nhận được các cú táp. Drop shot rất hiệu quả khi câu nước sâu, câu các loại cá ăn lửng. Nếu đang câu ở nơi có cả đàn cá Vược đang ăn lửng quanh các hang, rạn, ở khu nước sâu (quan sát hình ảnh qua máy dò cá), vị trí của tàu câu trên hay ở gần chúng thì hãy thả (hoặc quăng) mồi ngay bên trên chúng. Lắc, giũ mồi worm, giữ cho chì chạm đáy, thỉnh thoảng ngưng một lúc lâu.
Khi cá táp mồi, thường là không thể phát hiện, người câu chỉ cảm thấy cuối dây nặng hơn một chút. Lúc đó, hãy đóng lưỡi. Trong kiểu câu này, sự đu đưa, lúc lắc của mồi không làm câu thủ nhầm lẫn. Cá táp mồi sẽ giống như một cú giật mạnh ngang về 1 bên. Nếu lưỡi câu tốt và sắc, chỉ cần quay máy thu dây thật mạnh, thật dứt khoát để đóng lưỡi. Đừng lôi cá lên bằng dây câu vì dây câu rất mãnh.Sau khi đưa cá về bờ hoặc lên tàu an toàn, hãy kiểm tra lại nút thắt, lưỡi câu và tiếp tục công việc. Nếu lưỡi câu drop shot được làm bằng kim loại nhẹ, cứng sẽ giúp xuyên thấu hàm cá dễ dàng với một áp lực nhẹ, khi gặp cá lớn nếu lưỡi quá thô cứng.

## Quy định

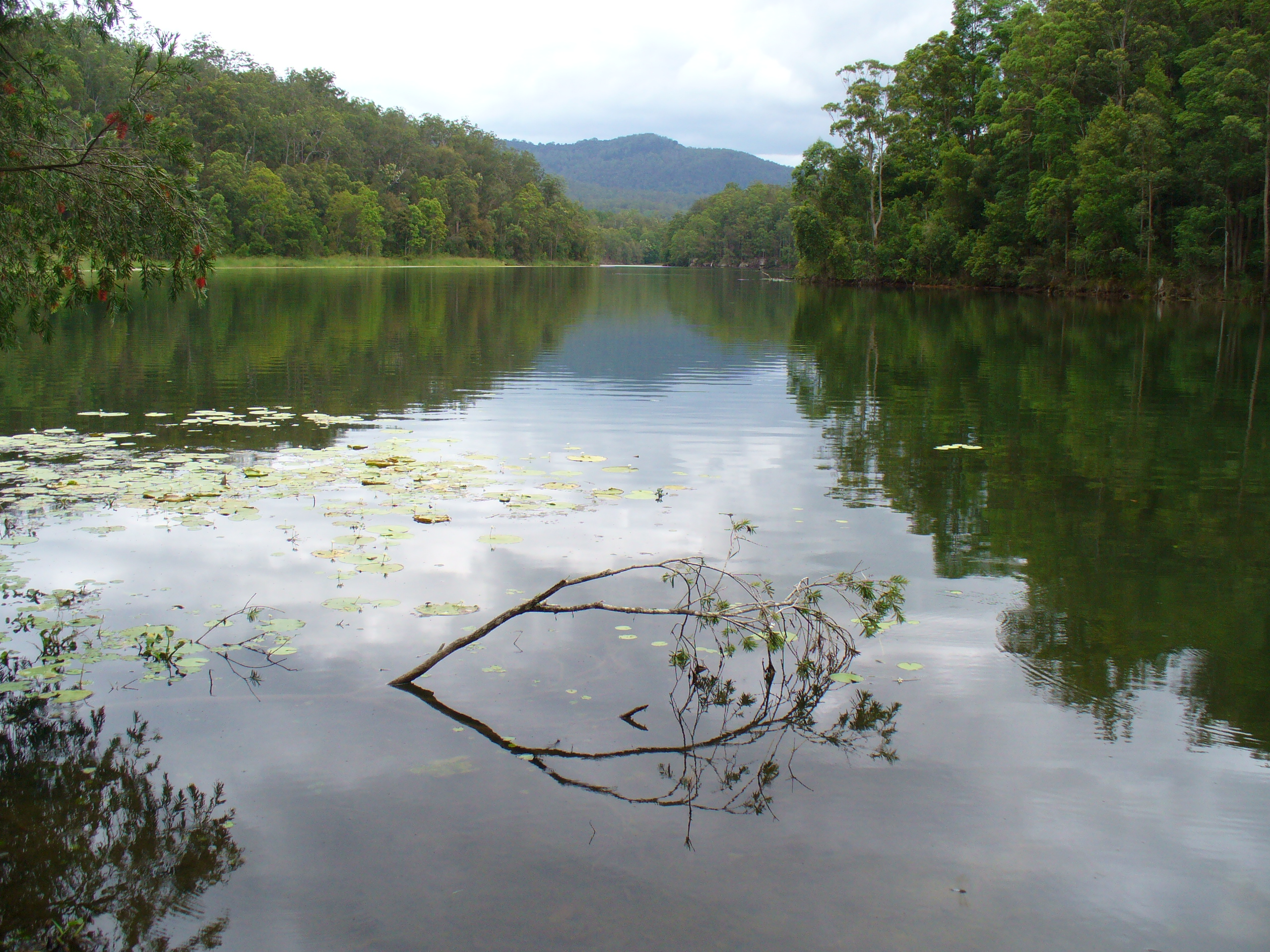
Một khúc sông được cho phép câu cá vược ở Mỹ

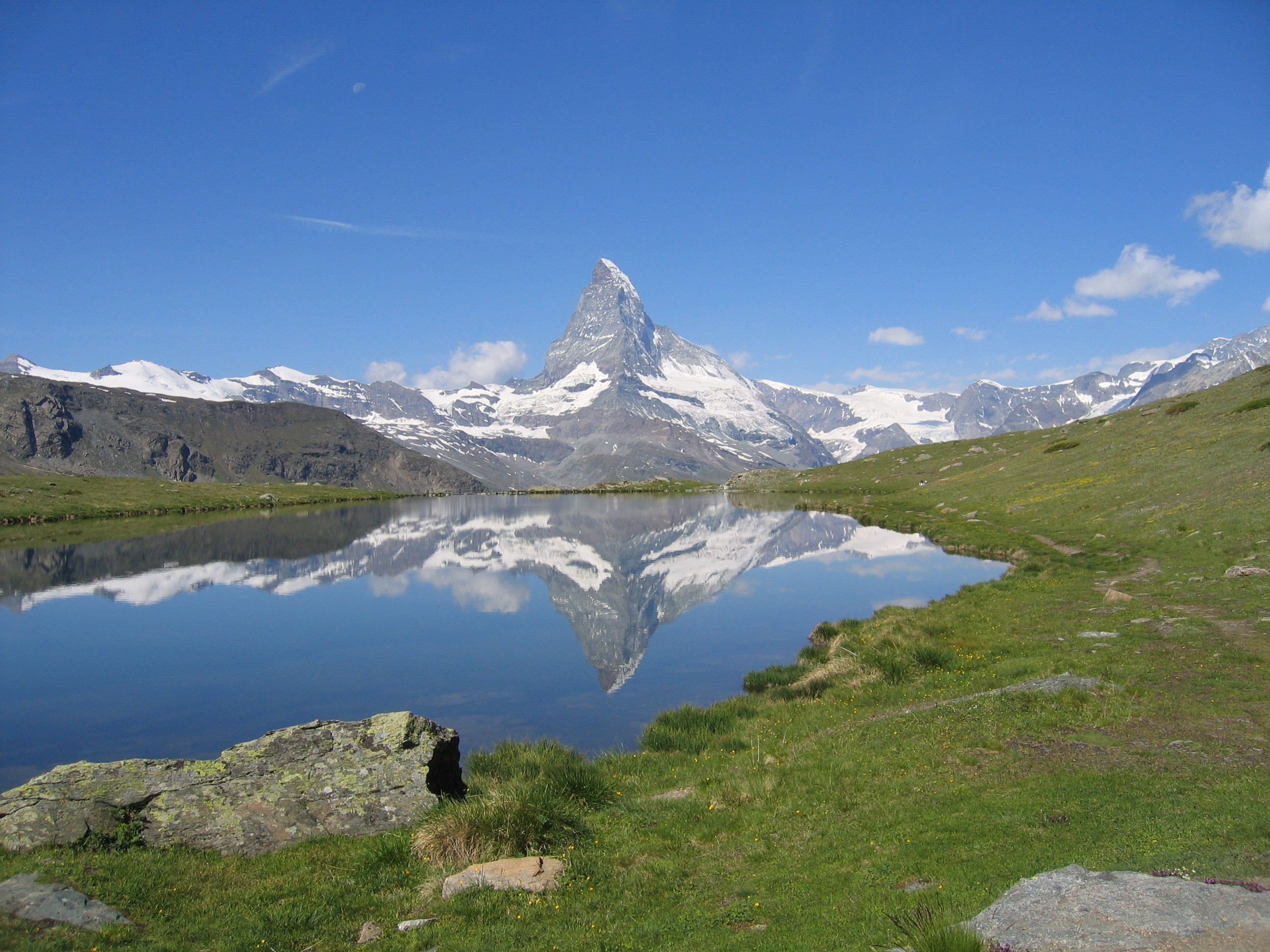
Một địa điểm được phép câu cá vược

Ở Mỹ,do luật lệ khắt khe và có nhiều nhân viên bảo vệ canh chừng gần đó nên dân câu không thể quậy như ý muốn và không được câu quá số cá quy định. Nếu vi phạm sẽ bị phạt rất nặng hoặc bị treo cần câu người vi phạm sẽ nhận biên bản phạt nặng nề vì không biết luật câu. Muốn đi câu ctrước tiên bạn phải mua giấy phép đi câu. Giấy phép có nhiều loại thường là thời gian sử dụng trong một mùa câu (tức một năm) như giấy phép về câu cá nước mặn, câu cá nước ngọt hay câu ở cả nước mặn và ngọt.
Có những khúc sông không cho phép câu những lưỡi câu có ngạnh sâu và có những khúc sông, đoạn sông, hồ được phép câu cá theo quy định. Phải biết luật một con cá dài khoảng bao nhiêu thì được lấy, vì nếu câu được cá nhỏ (dưới tiêu chuẩn cho phép) thì phải thả vì cá chưa đủ lớn để bắt. Phải nắm rõ mỗi loại cá được câu bao nhiêu con trong một lần câu và một năm được câu tất cả bao nhiêu con cá.

## Tham khảo

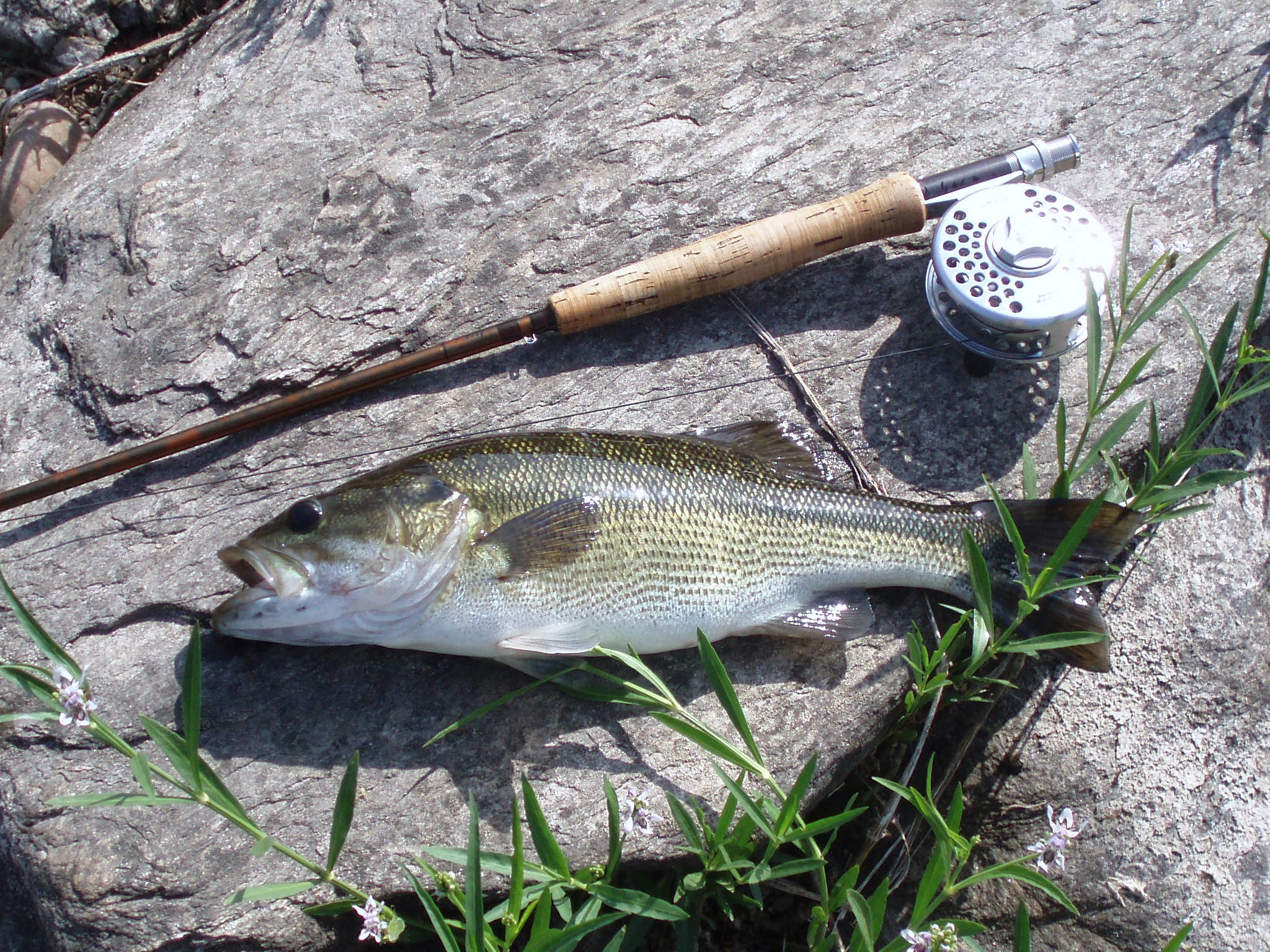
Dụng cụ câu cá